# Forma bilineal definida
En matemática, una forma bilineal definida B es una forma bilineal para la cual
{\displaystyle B(v,v)}
tiene un signo fijo (positivo o negativo) cuando el argumento v no es 0.

## Definición
Para dar una definición formal, sea K uno de los cuerpos {\displaystyle \mathbb {R} } (números reales) o {\displaystyle \mathbb {C} } (los números complejos). Supóngase que {\displaystyle \mathbb {V} } es un espacio vectorial sobre K, y {\displaystyle B:\mathbb {V} \times \mathbb {V} \longrightarrow K} es una forma bilineal que es hermítica en el sentido que B(x, y) es siempre la conjugada compleja de B(y, x). 
Entonces B es definida positiva si
{\displaystyle B(x,x)>0}
para cada x distinto de cero en V. Si es mayor o igual a cero, se dice que B es semidefinida positiva. De manera semejante se tiene la definición para definida negativa y semidefinida negativa. Si por el contrario es libre, se dice que B es indefinida.
Un operador lineal auto-adjunto A en un espacio con producto interno es definido positivo si
{\displaystyle (x,Ax)>0}
para cada vector distinto de cero x.